# Neurogomphus lamtoensis
Neurogomphus lamtoensis är en trollsländeart som beskrevs av Cammaerts 2004. Neurogomphus lamtoensis ingår i släktet Neurogomphus och familjen flodtrollsländor. Inga underarter finns listade i Catalogue of Life.